# 18776 Coulter
18776 Coulter è un asteroide della fascia principale. Scoperto nel 1999, presenta un'orbita caratterizzata da un semiasse maggiore pari a 2,2425921 UA e da un'eccentricità di 0,1688157, inclinata di 1,05206° rispetto all'eclittica.